# Moviment per l'Autodeterminació
El Moviment per l'autodeterminació (cors, Mivimentu per l'Autodeterminazione, MPA) és un moviment independentista cors fundat el 1990 com a escissió d'A Cuncolta Naziunalista (ACN). Fou dirigit per Alain Orsoni, germà de Guy Orsoni, Dominique Bianchi, Leo Battesti, Yves Stella i José Petri. Fou considerada la pantalla legal del FLNC-Canal Habitual. Tenia uns 300 militants, i eren partidaris de combinar la lluita armada amb l'acció política.
El seu precedent fou el Moviment Cors per l'Autodeterminació (MCA), que a les eleccions a l'Assemblea de Còrsega de 1984 va obtenir el 5,2% i tres escons. A les eleccions a l'Assemblea de Còrsega de 1992 va promoure la coalició U Rinnovu, però després de mantenir contactes amb Edmond Simeoni la deixà per a donar suport a Corsica Nazione. Afeblida per les escissions de 1994 i 1996 i per les lluites internes del FLNC, molts militats es passaren a Corsica Viva i el 1997 es va dissoldre.